# Norrsjön (Söderby-Karls socken, Uppland, 665116-166345)
Norrsjön är en sjö i Norrtälje kommun i Uppland och ingår i Skeboån-Broströmmens kustområde. Sjön har en area på 0,399 kvadratkilometer och ligger 19,2 meter över havet.

## Delavrinningsområde
Norrsjön ingår i det delavrinningsområde (665225-166437) som SMHI kallar för Ovan 664974-166647. Medelhöjden är 23 meter över havet och ytan är 23,52 kvadratkilometer. Det finns inga avrinningsområden uppströms utan avrinningsområdet är högsta punkten. Vattendraget som avvattnar avrinningsområdet har biflödesordning 2, vilket innebär att vattnet flödar genom totalt 2 vattendrag innan det når havet efter 4,4 kilometer. Avrinningsområdet består mestadels av skog (56 procent), öppen mark (11 procent) och jordbruk (29 procent). Avrinningsområdet har 0,51 kvadratkilometer vattenytor vilket ger det en sjöprocent på 2,2 procent.